# Polgárdi
Polgárdi je mesto na Madžarskem, ki upravno spada pod podregijo Székesfehérvári Županije Fejér.